# Rocher du Séisme
Der Rocher du Séisme (französisch für Erdbebenfelsen) ist ein 28 m hoher Felsvorsprung an der Küste des ostantarktischen Adélielands. Er ragt am Bon-Docteur-Nunatak auf.
Französische Wissenschaftler benannten ihn 1958 nach einem Erdbeben, das sie hier vor ihrer Abfahrt aufgehalten hatte.